# 埃爾克哈特 (堪薩斯州)
埃爾克哈特（Elkhart）為美國堪薩斯州莫頓縣的一座城市，也是莫頓縣的縣治。城市南端即為堪薩斯州-奧克拉荷馬州州界。根據2010年美國人口普查，此城市人口有2,205人。

## 歷史

### 早期
數千年以來，北美洲的北美大平原已有美洲原住民居住。16世紀至18世紀期間，法蘭西王國聲稱擁有北美洲大部分的土地。1762年英法北美战争結束後，法國秘密簽署楓丹白露條約，將新法蘭西割讓給西班牙。

### 19世紀
1802年，西班牙將大部分的土地歸還予法國，但西班牙仍持有約7,500平方英里的土地。1803年，美國在路易斯安那購地中以1英亩2.83美分的價格從法國購得超過828,000平方英里的土地。1848年美墨戰爭結束後，與西班牙簽訂了瓜达卢佩-伊达尔戈条约，並且將全部或部分的土地給予美國，其中包含西南堪薩斯州。
1854年，堪薩斯領地成立，然而在1861年成為美國第34個州。1886年，莫頓縣成立，其中也包含現今的縣治埃爾克哈特。

### 20世紀
埃爾克哈特成立於1913年，城市名以印第安纳州的城市埃尔克哈特為名。
1930年代，由於此城市位在黑色风暴的範圍內，因此受到巨大的影響。而這起事件也加劇了大萧条對於此城市所產生的經濟影響。
1961年，縣治所在位置從里奇菲爾德遷移至埃爾克哈特。

## 人口統計
| 调查年                | 人口  | 备注   | %±     |
| --------------------- | ----- | ------ | ------ |
| 1920                  | 1,160 |        | —      |
| 1930                  | 1,485 |        | 28.0%  |
| 1940                  | 902   |        | −39.3% |
| 1950                  | 1,132 |        | 25.5%  |
| 1960                  | 1,780 |        | 57.2%  |
| 1970                  | 2,089 |        | 17.4%  |
| 1980                  | 2,243 |        | 7.4%   |
| 1990                  | 2,318 |        | 3.3%   |
| 2000                  | 2,233 |        | −3.7%  |
| 2010                  | 2,205 |        | −1.3%  |
| 2014年估计            | 2,113 | [ 11 ] | −4.2%  |
| U.S. Decennial Census |       |        |        |

### 2010年普查
據2010年的人口普查，此城市人口有2,205人，戶數856戶，571個家庭。人口密度為403.5人/每平方公里（1,045.0人/每平方英里）。此城市有999棟住宅，平均每平方公里有182.8棟住宅。此城市居民之種族中，白人佔87.7%，非裔美國人佔0.1%，美洲原住民佔1.2%，亞裔美國人佔2.5%，其他種族佔6.8%，混血種族則佔1.6%。而西班牙裔或拉丁裔美國人佔此城市人口的20.7%。
此城市之戶籍數計有856戶。其中擁有18歲以下孩童的住戶佔33.8%；已婚夫婦且同居的住戶佔52.9%，住戶為女性單親者佔9.1%；住戶為男性單親者佔4.7%；住戶並非一個家庭的佔33.3%。住戶為獨自一人居住的佔全戶之29.2%，其中有14.6%為65歲或以上之獨居老人。每戶住戶平均成員人數為2.48人，每個家庭平均成員人數則是3.07人。
此城市居民之年齡中位數為38.4歲。以年齡層分類，年齡低於18歲者佔26.4%；年齡介在18歲至24歲之間者佔7.6%；年齡介在25歲至44歲之間者佔23%；年齡介在45歲至64歲之間者佔25.6%；年齡高於65歲者佔17.6%。男性佔全市人口之47.7%，女性則佔全市人口之52.3%。

### 2000年普查
據2000年人口普查，此城市人口有2,233人，戶數854戶，610個家庭。人口密度為466.0人/每平方公里（1,205.0人/每平方英里）。此城市有977棟住宅，平均每平方公里有203.9棟住宅。此城市居民之種族中，白人佔89.34%，非裔美國人佔0.09%，美洲原住民佔1.16%，亞裔美國人佔1.25%，其他種族佔6.63%，混血種族則佔1.52%。而西班牙裔或拉丁裔美國人佔此城市人口的13.39%。
此城市之戶籍數計有854戶，其中擁有18歲以下孩童的住戶佔36.2%；已婚夫婦且同居的住戶佔61.9%，住戶為女性單親者佔7.4%；住戶並非一個家庭的佔28.5%。住戶為獨自一人居住的佔全戶之26.1%，其中有10.4%為65歲或以上之獨居老人。每戶住戶平均成員人數為2.55人，每個家庭平均成員人數則是3.08人。
以年齡層分類，年齡低於18歲者佔28.0%；年齡介在18歲至24歲之間者佔9.0%；年齡介在25歲至44歲之間者佔27.4%；年齡介在45歲至64歲之間者佔20.8%；年齡高於65歲者佔14.8%。此城市居民之年齡中位數為36歲。性別比方面，每100名女性所對應的男性數為91.8名，如只計算18歲或以上的居民，則是每100名女性所對應的男性數為88.2名。
此城市每戶平均收入為37,333美元，每個家庭平均收入為43,548美元。男性平均收入33,333美元；女性平均收入19.792美元。此城市人均收入為17,900美元。此城市約有7.3%的家庭以及9.3%的居民低於貧窮門檻，其中18歲以下者占13.8%，65歲以上者佔4.7%。

## 地理
埃爾克哈特坐落在北緯37度0分11秒、西經101度53分53秒（亦可表示為37.003108, -101.898085）處。根據美国人口调查局的資料，此城市總面積為5.46平方（2.11平方英里），全境皆為陸地。

### 氣候
| 堪薩斯州埃爾克哈特        | 堪薩斯州埃爾克哈特 | 堪薩斯州埃爾克哈特 | 堪薩斯州埃爾克哈特 | 堪薩斯州埃爾克哈特 | 堪薩斯州埃爾克哈特 | 堪薩斯州埃爾克哈特 | 堪薩斯州埃爾克哈特 | 堪薩斯州埃爾克哈特 | 堪薩斯州埃爾克哈特 | 堪薩斯州埃爾克哈特 | 堪薩斯州埃爾克哈特 | 堪薩斯州埃爾克哈特 | 堪薩斯州埃爾克哈特 |
| 月份                      | 1月                | 2月                | 3月                | 4月                | 5月                | 6月                | 7月                | 8月                | 9月                | 10月               | 11月               | 12月               | 全年               |
| ------------------------- | ------------------ | ------------------ | ------------------ | ------------------ | ------------------ | ------------------ | ------------------ | ------------------ | ------------------ | ------------------ | ------------------ | ------------------ | ------------------ |
| 历史最高温 °F（°C）       | 83 (28)            | 87 (31)            | 91 (33)            | 96 (36)            | 104 (40)           | 110 (43)           | 110 (43)           | 108 (42)           | 105 (41)           | 96 (36)            | 91 (33)            | 85 (29)            | 110 (43)           |
| 平均高温 °F（°C）         | 47 (8)             | 51 (11)            | 59 (15)            | 69 (21)            | 78 (26)            | 88 (31)            | 93 (34)            | 91 (33)            | 83 (28)            | 71 (22)            | 58 (14)            | 47 (8)             | 70 (21)            |
| 平均低温 °F（°C）         | 22 (−6)            | 25 (−4)            | 32 (0)             | 41 (5)             | 51 (11)            | 60 (16)            | 66 (19)            | 65 (18)            | 56 (13)            | 43 (6)             | 32 (0)             | 23 (−5)            | 43 (6)             |
| 历史最低温 °F（°C）       | −22 (−30)          | −18 (−28)          | −18 (−28)          | 8 (−13)            | 21 (−6)            | 33 (1)             | 45 (7)             | 43 (6)             | 25 (−4)            | 6 (−14)            | −7 (−22)           | −18 (−28)          | −22 (−30)          |
| 平均降水量 （mm）         | 0.49 (12)          | 0.49 (12)          | 1.42 (36)          | 1.44 (37)          | 2.32 (59)          | 2.97 (75)          | 2.33 (59)          | 2.86 (73)          | 1.46 (37)          | 1.45 (37)          | 0.55 (14)          | 0.56 (14)          | 18.34 (466)        |
| 来源：The Weather Channel |                    |                    |                    |                    |                    |                    |                    |                    |                    |                    |                    |                    |                    |

## 地區景點
- 錫馬龍國家草原（英语：Cimarron National Grassland）

## 知名人物
埃爾克哈特出身了兩名奥林匹克运动会運動員：
- 索諾拉·巴布（英语：Sanora Babb），美國作家
- 沃爾特·塔納·貝克塔納（英语：Walter Thane Baker），奧運選手，於1952年夏季奥林匹克运动会和1956年夏季奥林匹克运动会中獲得奧運獎牌
- 卡爾·伯爾德（英语：Cal Bolder），男演員
- 格倫·坎寧安（英语：Glenn Cunningham (runner)），綽號「Elkhart Express」，奧運選手、前英里跑世界紀錄保持人，於1936年夏季奥林匹克运动会田徑男子1500公尺比賽中獲得銀牌
- 達林·西蒙斯（英语：Darrin Simmons），辛辛那提孟加拉虎特別隊教練

## 外部連結
城市
- 埃爾克哈特市 （页面存档备份，存于）
- 埃爾克哈特—公職人員名錄

學校
- USD 218 （页面存档备份，存于），所在學區

歷史
- 莫頓縣歷史社會博物館 （页面存档备份，存于）

地圖
- 埃爾克哈特市地圖 （页面存档备份，存于），堪薩斯州運輸部

## 延伸閱讀
- History of the State of Kansas; William G. Cutler; A.T. Andreas Publisher; 1883. (Online HTML eBook)（页面存档备份，存于）
- Kansas : A Cyclopedia of State History, Embracing Events, Institutions, Industries, Counties, Cities, Towns, Prominent Persons, Etc; 3 Volumes; Frank W. Blackmar; Standard Publishing Co; 944 / 955 / 824 pages; 1912. (Volume1 - Download 54MB PDF eBook),(Volume2 - Download 53MB PDF eBook), (Volume3 - Download 33MB PDF eBook)